# Idroscalo di Milano
L'idroscalo di Milano è un lago artificiale della città metropolitana di Milano di 1,6 km², alimentato dalle falde freatiche del fiume Lambro, compreso tra i comuni di Peschiera Borromeo e Segrate, in un'area non distante dall'aeroporto di Linate.
Nato come scalo aereo sull'acqua alla fine degli anni venti del XX secolo, utilizzo da cui prese il nome che lo identifica ancora oggi, perse importanza commerciale in coincidenza del declino dei trasporti via idrovolante e, di conseguenza, trovò nuovo utilizzo come polo di attività ricreative e sportive che già lo caratterizzavano fin dai suoi primi anni, essendo uso ospitare gare di canottaggio fin dal 1934.

## Origine
L'idea di dotare Milano di un idroscalo risale al 1926, quando nell'ambito di un progetto per ampliare l'aviosuperficie di Taliedo venne valutata la possibilità di affiancarvi uno scalo per idrovolanti.
A metà degli anni venti l'idrovolante rappresentava l'aereo di linea per eccellenza sulle grandi distanze. Lo sviluppo di aerei terrestri a grande capienza era frenato dalla necessità di dover disporre di lunghe piste adeguate alle operazioni di decollo e atterraggio in un'epoca in cui anche gli aeroporti ereditati dalla prima guerra mondiale erano poco più che prati ben tenuti. La necessità di piste adeguate era un problema che non si poneva per gli idrovolanti che operavano da specchi d'acqua, a maggior ragione vista la conformazione geografica del territorio italiano, dove molte città si trovano in prossimità del mare o di laghi e fiumi sufficientemente ampi. Per questo motivo fino all'inizio della seconda guerra mondiale le principali rotte su lunga distanza erano coperte da idrovolanti. Milano era però l'unica grande città a non poter contare su uno specchio d'acqua naturale da sfruttare a tale scopo.

Questo primo progetto di idroscalo rimase allo stadio di valutazione. L'anno dopo, con l'approvazione della legge del 27 giugno 1927 che demandava alle province la creazione di superfici per consentire l'atterraggio di emergenza di velivoli, sia terrestri che idrovolanti, l'idea riprese corpo, anche grazie al sostegno del podestà e del presidente della Fiera. Il progetto venne curato da Gino Utili, della Caproni, e venne individuata un'area più ad est per gli scavi, al confine con i comuni di Segrate e Peschiera Borromeo, dove si trovavano delle cave aperte che avrebbero consentito di velocizzare le opere di realizzazione.
Fin da questa fase venne rimarcato il fatto che l'ampio bacino avrebbe potuto servire da polo per le attività sportive, quali nuoto e canottaggio. I lavori di sbancamento del bacino, lungo 2.500 metri e largo rispettivamente 300 e 450 metri alle due estremità, iniziarono nel 1928. I lavori procedettero speditamente e l'Idroscalo Provincia di Milano venne inaugurato il 28 ottobre 1930, anche se i primi ammaraggi avevano avuto luogo già nei mesi precedenti. In realtà l'opera mancava ancora di buona parte delle infrastrutture aeroportuali: hangar, locali amministrativi, di controllo e passeggeri.
Questa parte dei lavori, assieme all'ultimazione degli scavi, procedette molto più a rilento, anche per complicanze relative al procedere dei lavori; nel 1933 la provincia di Milano requisì infatti il cantiere per contrasti con la ditta appaltatrice. Parallelamente, con il bacino ormai pronto, iniziava a prendere forma l'utilizzo sportivo. Nel 1934 vi si tennero i Littoriali del Remo e nel 1938 gli Europei di canottaggio e motonautica. Fu anche grazie a quest'ultima manifestazione che i lavori dell'idroscalo potevano dirsi conclusi. La realizzazione di un'ampia tribuna per gli spettatori sanciva anche che la vocazione sportiva aveva prevalso su quella aviatoria.

## L'idroscalo nel terzo millennio

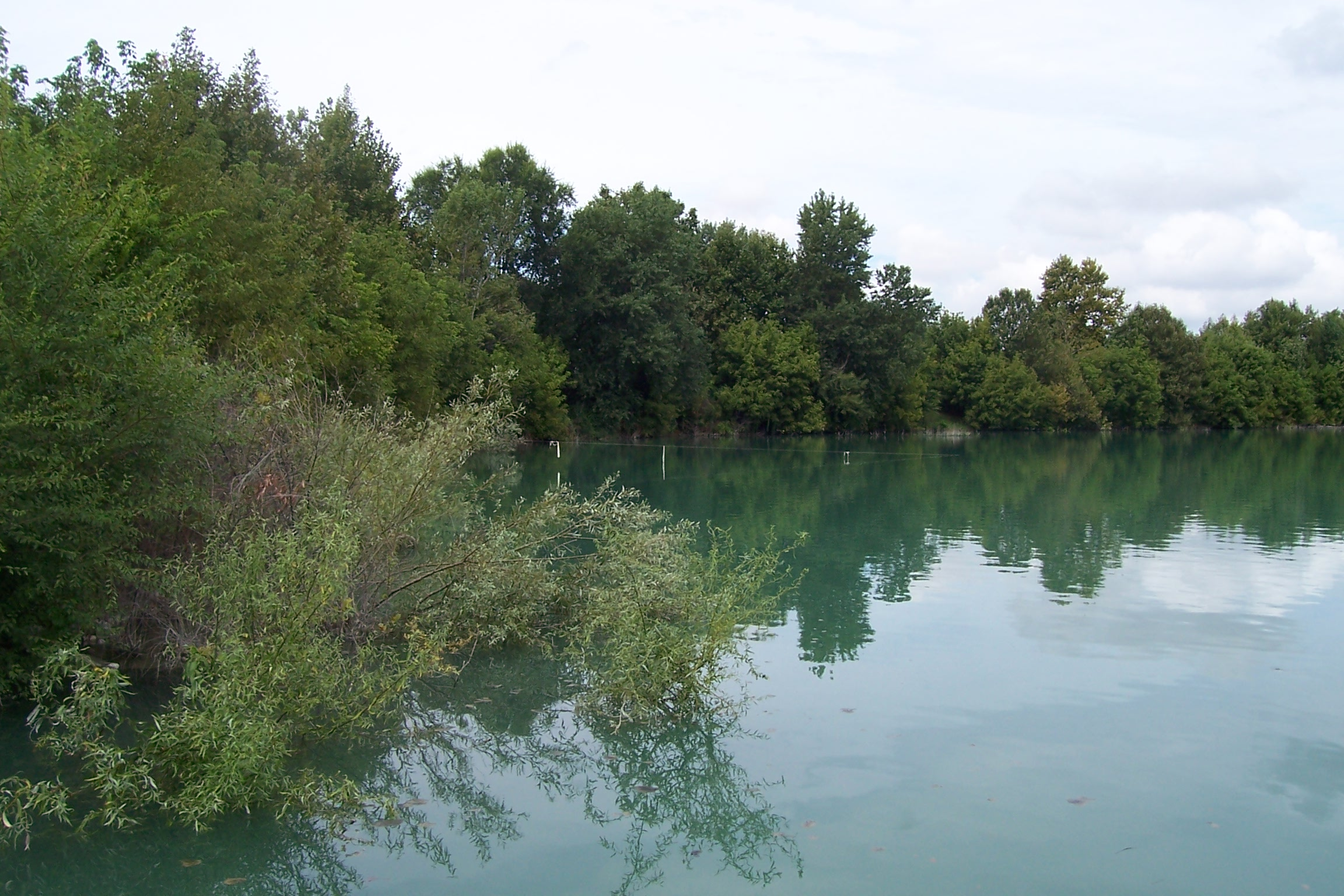
Idroscalo, il bosco all'estremità sud

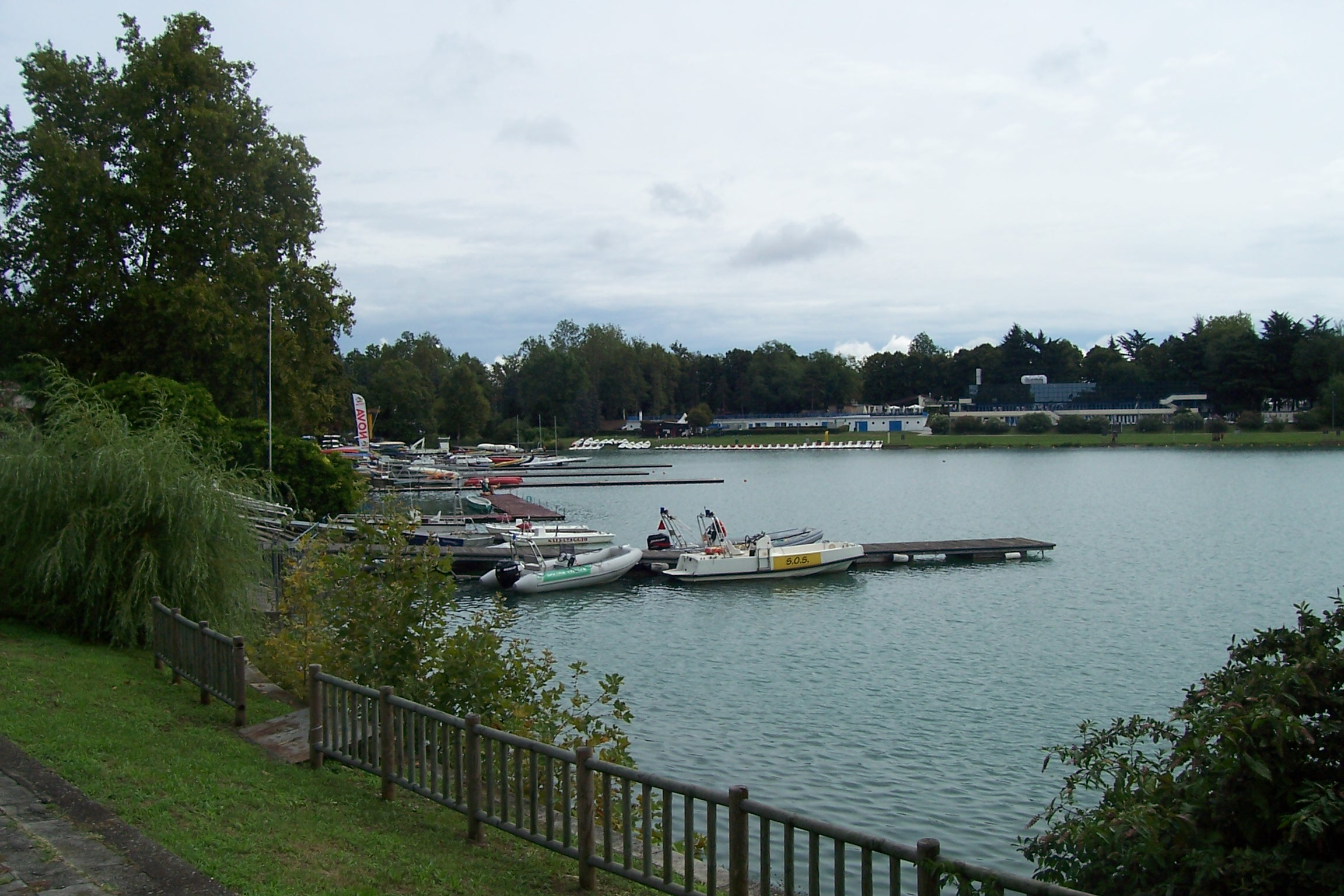
La testata nord dell'Idroscalo

Pur essendo situato in un territorio che non è mai appartenuto al comune di Milano, l'Idroscalo è, a tutti gli effetti, un'importante componente del sistema dei parchi milanesi. Dopo essere stato molto sponsorizzato da una nota società sportiva che lo attrezzò con panchine, aree pic-nic e zone sportive di ogni genere (oltre a quelle già esistenti), è passato di proprietà alla città metropolitana di Milano, che lo ha ereditato dalla preesistente provincia di Milano.
Il parco è stato migliorato ulteriormente munendolo di un servizio di vigilanza e organizzando spettacoli di ogni genere (la maggior parte di questi gratuiti) per intrattenere e far scoprire ai suoi cittadini questo lago, che spesso viene definito "il mare dei milanesi".
Presso l'idroscalo, il comune di Milano e la società Live organizzano numerosi eventi, festival e concerti. I festival più importanti svolti all'idroscalo sono il Gods of Metal, l'Evolution Festival, il Rock In Idro, il Mi Ami Festival e l'Aquabike Music Festival.

## Le dimensioni dell'idroscalo
Il bacino artificiale è lungo 2.600 metri, largo tra i 250 ed i 400 metri e profondo tra i 3 e 5 metri. Il suo perimetro percorribile misura 6125 m circa.

## Eventi sportivi all'idroscalo
Le attività sportive praticate nell'idroscalo sono lo sci nautico con cable ski, la canoa (kayak, canoa canadese, canoa polo), il canottaggio, la vela (con utilizzo principale degli optimist), il nuoto pinnato. Le più importanti societa sportive del parco sono Idroscalo Club (dall'unione di GMC e CKC), Lega Navale Italiana, CPPC e il CUS Milano.

### Competizioni internazionali
- Campionati europei di canottaggio 1934
- Campionati europei di canottaggio 1938
- Campionati del mondo di canottaggio 1988
- Campionati mondiali di canoa/kayak 1999
- Campionati del mondo di canottaggio 2003
- Campionati europei di canoa/kayak 2008[3]
- Campionato mondiale di canoa polo 2010[4]
- Campionati mondiali di canoa/kayak 2015

### Competizioni nazionali
- Campionati italiani di canoa/kayak 2009[5]
- Campionati italiani di canoa/kayak sprint 2011[6]